# Schiffssetzung von Askeberga

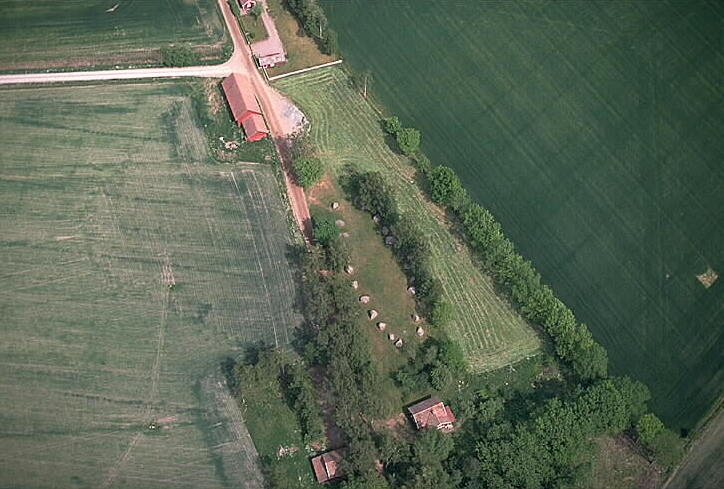
Schiffssetzung von Askeberga

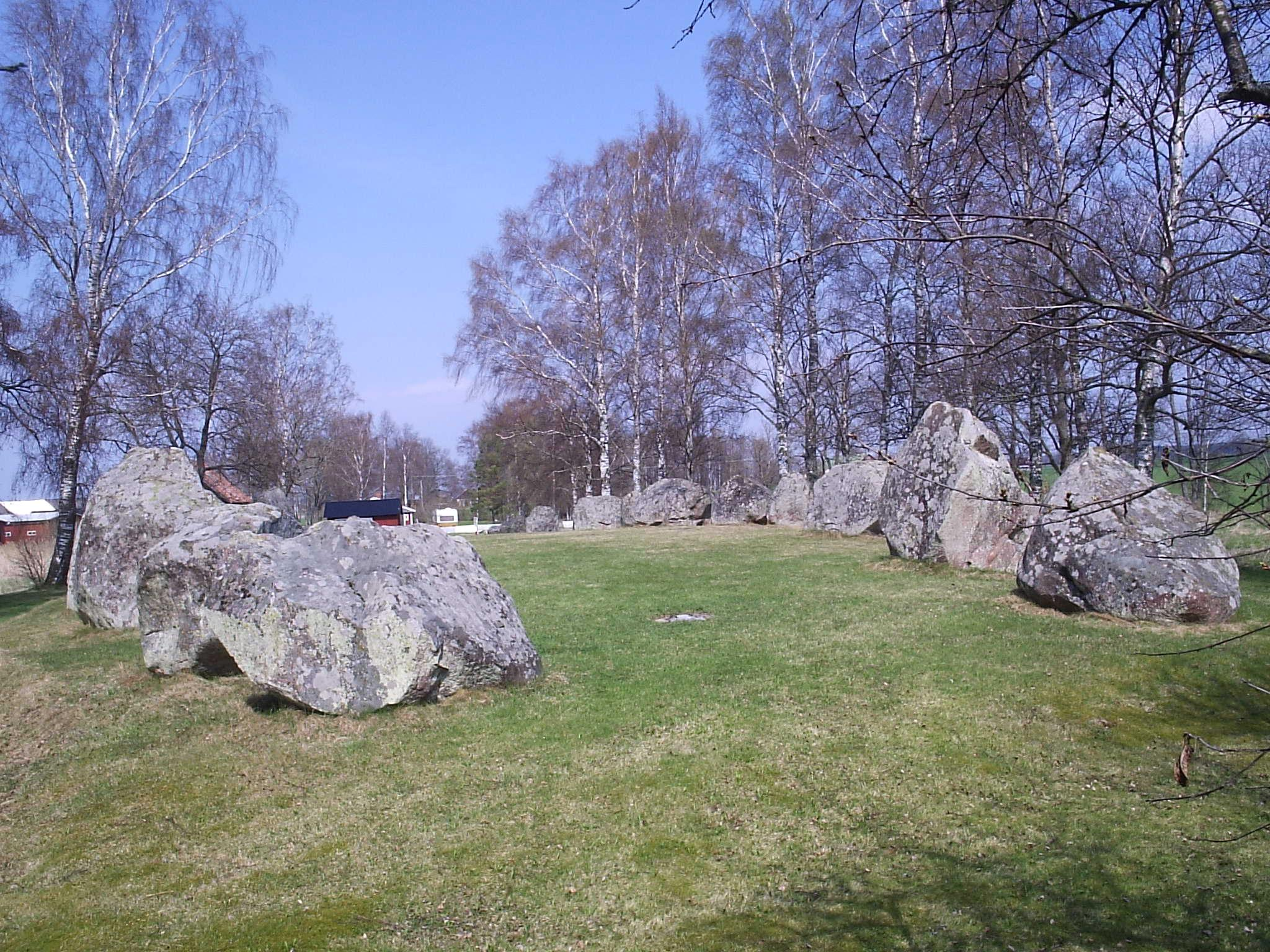
Schiffssetzung von Askeberga

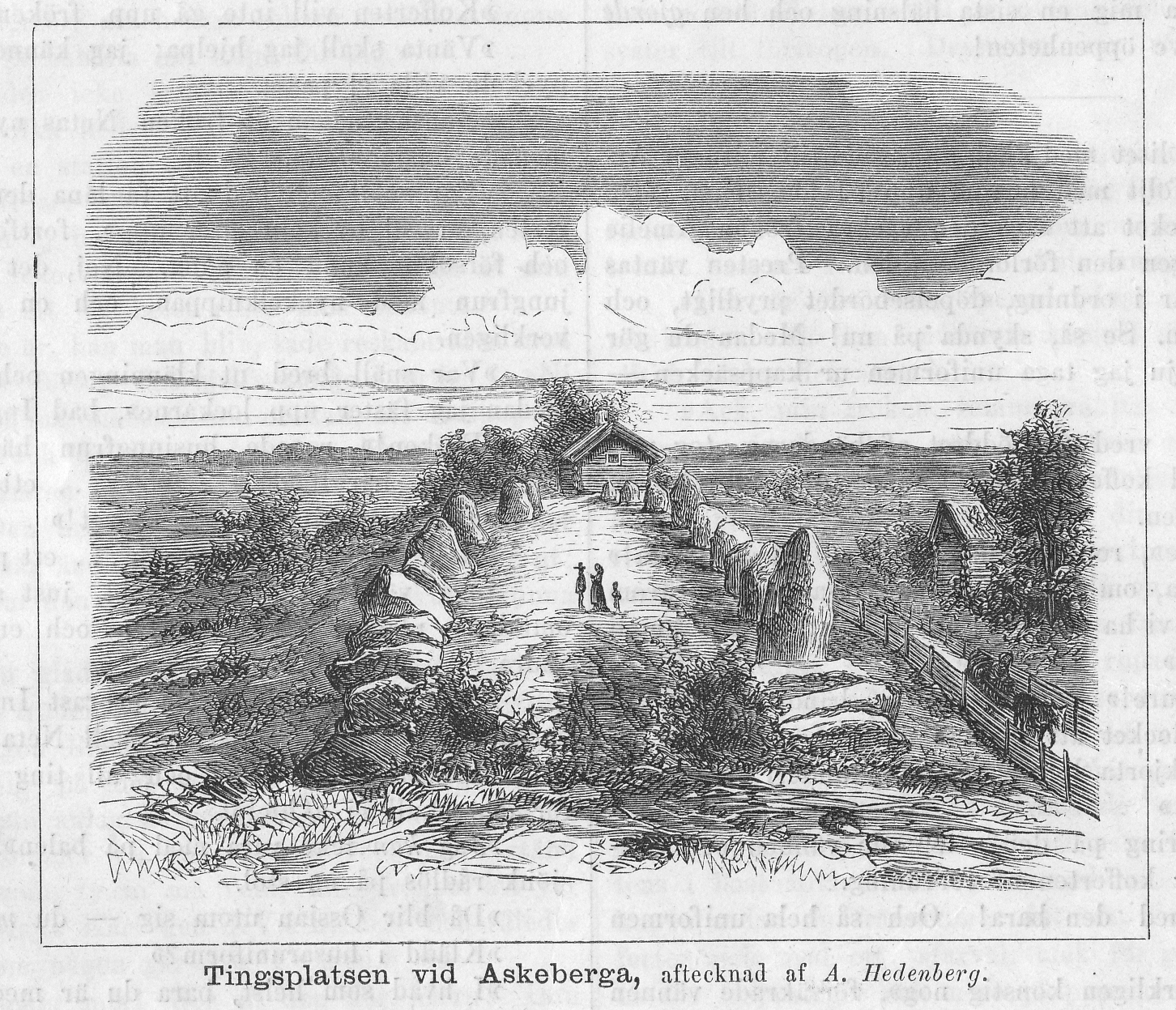
Zeichnung von E. Westerberg

Die Schiffssetzung von Askeberga (auch Ranes Stenar genannt) ist nach Ales Stenar die zweitgrößte Schiffssetzung  (schwedisch skeppssättning) Schwedens und liegt in Askeberga, westlich von Tidan, etwa 25 km nördlich der Stadt Skövde in Västergötland.
Die Schiffssetzung ist 55 m lang, 18 m breit und besteht aus 24 Megalithen, die zwischen 25 und 30 Tonnen wiegen und bis zu drei Meter aufragen. Diese Steine müssen über eine größere Entfernung nach Askeberga transportiert worden sein, da es in der Gegend keine solchen Felsblöcke gibt. 
Die Schiffssetzung wird auf 400–500 n. Chr. in die germanische Eisenzeit datiert.
Allerdings gibt es auch die Vorstellung, dass es sich um eine Halle für Odinskulte gehandelt hat, obwohl vergleichbare Bauten in Skandinavien bis auf einen merkwürdigen Steinkreis auf dem Gräberfeld von Nässja in Östergötland unbekannt sind. Das resultiert aus dem Fehlen der schweren Stevensteine und der Tatsache, dass bei der Ausgrabung von 1920 kein Grab gefunden wurde.  
Gab es je „Odins Land“ wie es die Skalden Brage Broddarsson und Snorri schrieben, so es muss hier gelegen haben. Ein paar Kilometer im Südwesten liegt Randens hög (deutsch „König Ranes Hügel“). Auf dem Weg dorthin passiert man Odenslunda (deutsch „Odins hain“) und in alten Dokumenten wird der See Osten, Odins See genannt. 